# اندیس کوه ته دره
کوه ته دره یک اندیس غیرفلزی است که در حوالی شهر خواف استان خراسان قرار دارد و مادهٔ معدنی موجود در آن، باریت است.  